# Защільнювальна прокладка

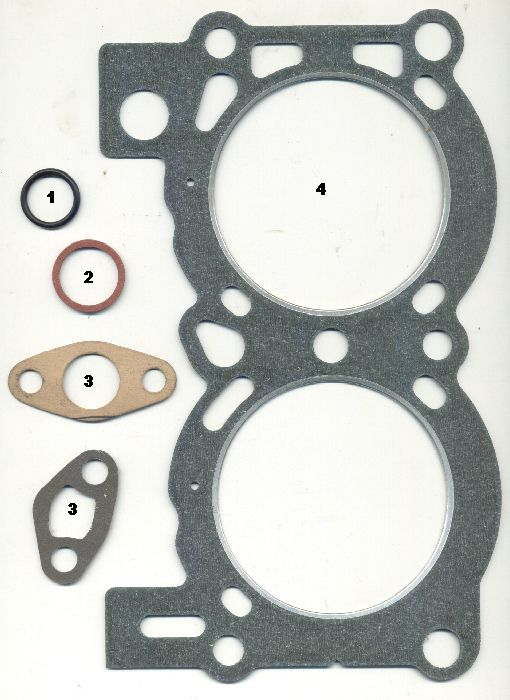
Деякі варіанти защільнювальних прокладок:
1) кільцевий защільник круглого перерізу (O-ring)
2) волокниста шайба
3) картонна прокладка
4) прокладка головки блока циліндрів

Защі́льнювальна прокла́дка часто просто прокла́дка (англ. gasket) — деталь, торцевий защільник, який заповняє простір між двома та більше спряженими поверхнями при їх притисканні одна до одної, що зазвичай використовується для герметизації (недопущення витікань) на стику об'єднаних (контактуючих) об'єктів.

## Сфери застосування защільнювальних прокладок

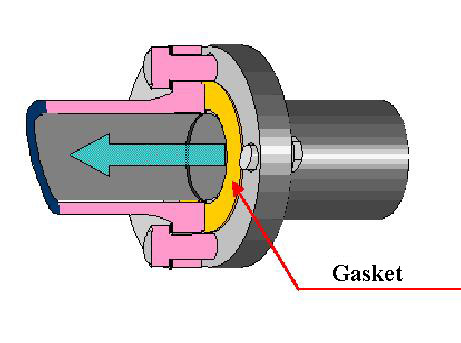
Защільнювання у фланцевому з'єднанні з використанням прокладки

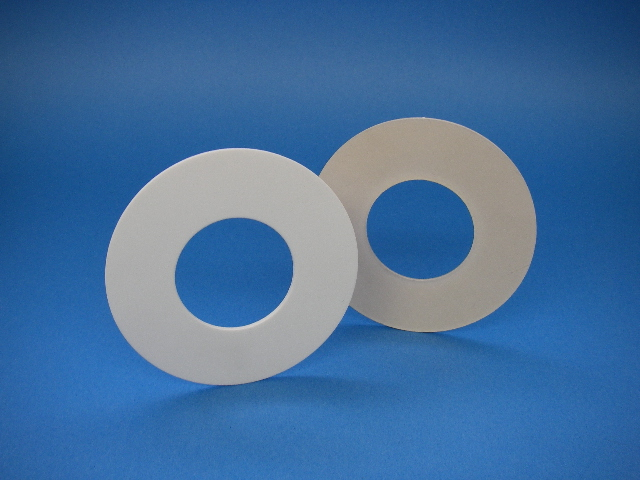
Защільнювальна прокладка з політетрафторетилену (PTFE)

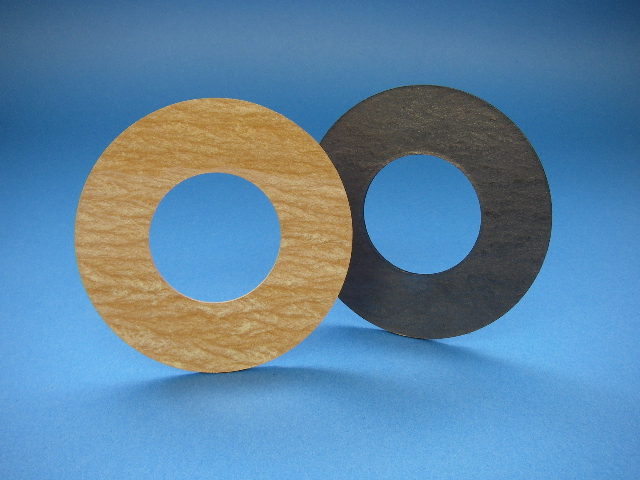
Защільнювальна прокладка з волокнистого матеріалу

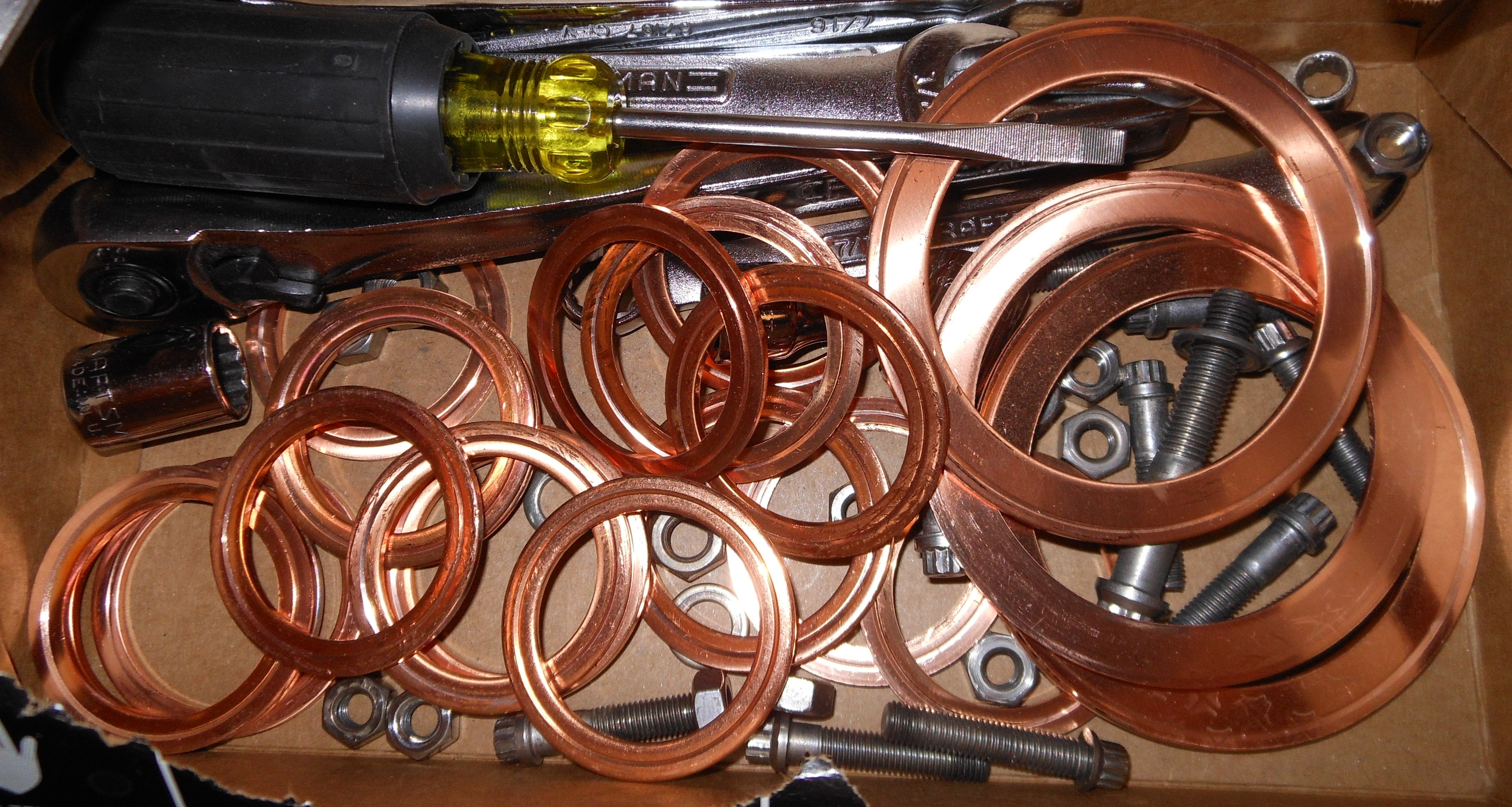
Мідні прокладки фланцевих з'єднань систем надвисокого вакууму

Защільнення нерухомих з'єднань деталей застосовується у різноманітних сферах науки й техніки від точного приладобудування (наприклад, у вакуумній та космічній техніці) до об'єктів капітального будівництва (прокладки для защільнювання стиків збірних елементів загороджувальних конструкцій).

## Защільнювальні прокладки фланцевих з'єднань
Фланцеві прокладки (защільнювальні прокладки на стику труб) бувають різних типорозмірів й класифікуються за величиною внутрішнього та зовнішнього діаметра. Крім того, існує велика кількість стандартів для прокладок фланцевих з'єднань. Прокладки для фланцевих з'єднань поділяються на гнучкі пласкі неметалеві, напівметалеві й суцільнометалеві.

### Неметалеві гнучкі пласкі (листові) прокладки
Гнучкі (еластичні) пласкі прокладки (англ. flexible flat gaskets) зазвичай виготовляють з листового матеріалу. Вони використовуються лише на трубопроводах невисоких тисків за відсутності хімічно й термічно агресивних середовищ. Деякі типи таких прокладок регламентуються ГОСТ 15180-86.
Залежно від виду матеріалу неметалеві пласкі прокладки поділяються на наступні види:
- паронітові прокладки (англ. compressed asbestos fibre sheets gaskets). Виготовляються в Україні відповідно до ГОСТ 15180-86 з пароніту за ГОСТ 481-80[3];
- гумові прокладки (ГОСТ 15180-86);
- картонні прокладки (ГОСТ 15180-86) з картону за ГОСТ 9347-74[4];
- фторопластові прокладки (англ. PTFEgaskets) виготовляються з тефлону, або політетрафторетилену (ГОСТ 15180-86);
- графітові прокладки — прокладки на основі графіту, що має здатність розширюватись;
- прокладки «Thermiculite™» — прокладки на основі матеріалу, розробленого фірмою «Flexitallic».

### Напівметалеві прокладки
Напівметалеві прокладки — це комбіновані защільнювальні прокладки, що складаються частково з металевих та неметалевих матеріалів. Метал забезпечує механічну жорсткість та стійкість прокладки, а неметалеві компоненти — щільність прилягання до поверхонь защільнювання. Перевагою їх є те, що вони можуть використовуватись у широкому діапазоні температур і тисків. За конструктивними ознаками прокладки цього типу поділяються на такі види:
- спірально намотані прокладки (англ. spiral wound gaskets), що виготовляються намотуванням металевої стрічки по спіралі із заповненням простору між витками неметалевим защільником. Декілька зовнішніх і внутрішніх витків для підвищення надійності прокладки намотують без заповнювача. Такі прокладки відрізняються високими защільнювальними властивостями в умовах змінних навантажень;
- прокладки типу «Flexpro™» — прокладки на основі зазубреної металевої серцевини, покритої неметалевим матеріалом (також, мають назву англ. kammprofile gasket від торгової марки «Flexitallic™»). Знайшли успішне застосування для защільнення як стандартних фланців трубопроводів, так і фланців посудин та апаратів, що працюють під тиском;
- прокладки у металевій оболонці (англ. metal jacketed gaskets) — прокладки, що складаються із зовнішньої металевої оболонки (переважно, з корозієстійкого матеріалу) та металевого або неметалевого волоконного наповнювача. Останній надає прокладці стійкості та покращує защільнювальної властивості, а металева оболонка захищає від впливу температури, корозійного середовища та температури;
- прокладки, армовані металом (англ. metal reinforced gaskets, MRG gaskets) — жорсткі металеві прокладки, ламіновані фторопластом, паронітом чи іншим матеріалом, що застосовується для виготовлення неметалевих прокладок. Металеве кільце надає прокладці механічної жорсткості й стійкості, а відносно м'яка поверхня дозволяє краще герметизувати з'єднання.

### Металеві прокладки
Металеві прокладки (в тому числі сталеві защільнювальні фланцеві прокладки і защільнювальні лінзи) різних форм і розмірів рекомендується застосовувати в умовах високих температур і тисків, коли неметалеві і напівметалеві прокладки застосовувати не є можливим. Для щільного прилягання металевої прокладки до пазів защільнювальної поверхні фланців знадобиться прикладення значного навантаження, яке створюється затягуванням болтів чи шпильок. Отже, на відносно малу поверхню контакту сталевої прокладки з пазами на поверхню защільнення фланцевого виробу прикладається значне зусилля, внаслідок чого забезпечується ефективне прилягання поверхонь, а отже, і защільнення.
Основні різновиди металевих прокладок
- кільцеві стальні прокладки (кільця Армко) овального, восьмикутного, трикутного, RX- або BX-перерізу (типы прокладок перелічені у порядку зростання щільності з'єднання);
- лінзи защільнювальні — мають сферичну контактну поверхню, регламентуються стандартами DIN 2696[5], ГОСТ 10493-81[6].
- приварні металеві прокладки та приварні мембранні прокладки регламентуються німецьким промисловим стандартом DIN 2695[7]. Даний тип прокладок виготовляється з того ж матеріалу, що й фланці та складається з двох однакових кілець товщиною близько 4 мм. При монтажі кожне з кілець приварюється до відповідного фланця, потім фланці з'єднуються, а кільця приварюються одне до одного по зовнішньому діаметру.

## Інші випадки застосування защільнювальних прокладок

### Листові прокладки для пласких стиків
Пласкі стики в корпусних елементах механізмів і машин для забезпечення герметичності найчастіше защільнюють листовими прокладками з пружного матеріалу. Такі ж защільнювальні прокладки встановлюють під кришки резервуарів, що працюють під тиском чи вакуумом. Матеріал для виготовлення прокладок обирають залежно від умов роботи, величини робочого тиску, температурного режиму, особливостей експлуатації тощо.
Для защільнення з'єднань загального призначення, зазвичай застосовують прокладний папір, кабельний папір (папір, просочений бакелітом або іншими синтетичними смолами), прокладочний картон, пресшпан та інші матеріали. При цьому найкращими властивостями характеризуються прокладки із синтетичних матеріалів (полівінілхлорид та політетрафторетилен). Для з'єднань, що працюють за умов високих температур, застосовують прокладкові матеріали на основі азбесту (азбестовий папір, азбестовий картон тощо). Паропроводи найчастіше защільнюють паронітом (композитом азбесту з натуральною або синтетичною гумою), що здатен витримувати температуру до 450 °С. Також за високих температур застосовують листові прокладки з пластичних металів — свинцю, алюмінієвої чи мідної фольги тощо. Однак, такі прокладки потребують підвищеного зусилля затяжки нарізевих елементів.
У разі відсутності потреби витримування точного взаємного розташування частин, що з'єднуються, їх складають на м'яких прокладках. При цьому з'єднання, що рідко розбираються защільнюють матеріалами, що повністю розплющуються в стиках (бавовняна нитка, проварена в маслі; гумова нитками або шнур). А для защільнення з'єднань, що працюють в умовах високих температур застосовують просалені азбестові шнури або дріт зі свинцю, алюмінію чи відпаленої червоної міді. Крім того, використовують армовані прокладки, в яких пружний матеріал (гума, пластик, азбест) поміщені в оболонку з м'якого металу, наприклад міді чи латуні.
Певні особливості має технологія защільнення легко-знімних кришок (наприклад, кришок оглядових люків, відкидних дверцят, що встановлюються на петлях, шарнірах тощо). Як правило, при цьому сила притиснення є невеликою, а затискання (особливо у відкидних дверцят) здійснюється нерівномірно. Подібні кришки традиційно защільнюють товстими прокладками з м'яких, матеріалів, що легко стискаються (м'якої гуми, пластиків, коркового матеріалу), а для зручності користування прокладку закріплюють на одній з деталей, що з'єднуються методом вулканізації, клейовим чи механічним способами.

### Защільнювання жорстких стиків
Задача защільнення стиків типу «метал по металу» з необхідністю забезпечення точного взаємного розташування деталей, яка виникає в машинобудуванні, вирішується по-різному.
Нерозбірні, а також не часто розбірні з'єднання защільнюють герметизуючими матеріалами (бакелітом, Білилами, суриком, рідким склом тощо). У процесі складання при затягування з'єднання надлишок герметика витискується, на стику утворюється тонка плівка, що практично не впливає на точність взаємного розташування деталей, що спрягаються. Слід враховувати, що з'єднання з використанням герметиків практично не піддаються розбиранню, особливо ті, що складаються на гарячо. Особливо точні рознімні стики типу «метал по металу» защільнюють шляхом тонкої площинної обробки (притиранням або шабруванням). Притерті або шабровані поверхні в процесі складання покривають тонким шаром герметизувальної мастики — розведеною на вареній оліфі дрібномеленою фарбою (свинцеві білила, свинцевий сурик, охра та ін.), залізною пудрою чи сріблястим графітом з оливою. Також використовують суспензію колоїдного графіту в оливі. Іноді поверхні, що контактують натирають насухо сріблястим графітом.
Також для защільнення жорстких стиків в рівцях, виконаних по всій периферії стику, встановлюють втоплені пружні прокладки прямокутного або круглого перетину. При цьому у вільному стані прокладка виступає над поверхнею стику на строго певну величину, яка залежить від матеріалу прокладки і бажаної сили защільнення. В процесі затягування поверхні защільнення доводять до дотику, при цьому матеріал прокладки деформується. З метою підвищення ступеня герметичності на поверхнях защільнення роблять дрібні рівці, в які проникає матеріал прокладки, поверхня якої має гребінчасту форму.

### Защільнення циліндричних поверхонь
Циліндричні з'єднання, що базуються на посадках з натягом, зазвичай, не потребують додаткового защільнення бо натяг сам по собі надійно герметизує з'єднання навіть в умовах значних перепадів тиску. Наприклад, в місцях з'єднання поршнів зі штоками підлягають ущільненню з'єднання, зібрані на центрувальних посадках із зазором, що зазнають дії тиску. В такому випадку защільнення досягається або встановленням торцевих прокладок, або встановленням кілець з пружного матеріалу на циліндричних поверхнях з'єднання.